# شهرستان تاشلاق
ناحیهٔ تاشلاق (به ازبکی: Toshloq District) یک ناحیه در ازبکستان است که در ولایت فرغانه واقع شده‌است. ناحیه تاشلاق ۲۴۰ کیلومتر مربع مساحت و ۱۳۴٬۹۰۰ نفر جمعیت دارد.